# Thelypteris guentheri
Thelypteris guentheri är en kärrbräkenväxtart som först beskrevs av Eduard Rosenstock, och fick sitt nu gällande namn av Ren-Chang Ching. Thelypteris guentheri ingår i släktet Thelypteris och familjen Thelypteridaceae. Inga underarter finns listade.